# John-Paul Lavoisier
John-Paul Seponski (Phoenixville, 12 marzo 1980) è un attore statunitense.
Noto soprattutto per il ruolo di Rex Balsom in Una vita da vivere e di Philip Kiriakis in Il tempo della nostra vita.

## Biografia
Lavoisier nasce il 12 marzo 1980 a Phoenixville in Pennsylvania.

### Carriera
Lavoisier inizia la sua carriera da attore nel 2001 prendendo parte alla soap opera La valle dei pini. Nel corso della sua carriera appare come guest star in diverse serie televisive come Beacon Hill, Winterthorne, Sex and the City, Gossip Girl, The Mentalist, Major Crimes e Anger Management. La svolta nella sua carriera arriva nel 2002 quando entra nel cast principale della soap opera Una vita da vivere nel ruolo di Rex Balsom, rimanendo nella soap fino al 2012. Nel 2015 entra nel cast principale della soap opera Il tempo della nostra vita nel ruolo di Philip Kiriakis restando nella soap fino al 2016 ritornando poi dal 2023.

## Filmografia

### Cinema
- Placebo (2008)
- Liza Liza: Skies Are Grey (2017)
- A casa con l'assassino (2019)

### Televisione
- La valle dei pini (All my Children) - soap opera, 1 episodio (2001)
- Sex and the City - serie TV, episodio 4x11 (2001)
- Una vita da vivere (One Life to Live) - soap opera, 770 episodi (2002-2012)
- Gossip Girl - serie TV, episodio 1x03 (2007)
- The Mentalist - serie TV, episodio 4x06 (2011)
- Major Crimes - serie TV, episodio 3x09 (2014)
- Anger Management - serie TV, 1 episodio (2014)
- Il tempo della nostra vita (Days of Our Lives) - soap opera, 115 episodi (2015-2016, 2023-in corso)
- Innamorarsi a Mountain View (Finding Love in Mountain View), regia di Sandra L. Martin - film TV (2020)

### Webserie
- Beacon Hill – webserie, 3 episodi (2014)
- Winterthorne – webserie, 3 episodi (2015)

## Doppiatori italiani
Nelle versioni in italiano delle opere in cui ha recitato, John-Paul Lavoisier è stato doppiato da:
- Luca Mannocci in Major Crimes
- Stefano Bianchini in Innamorarsi a Mountain View